# Plateros flavoscutellatus
Plateros flavoscutellatus är en skalbaggsart som beskrevs av Willis Blatchley 1914. Plateros flavoscutellatus ingår i släktet Plateros och familjen rödvingebaggar. Inga underarter finns listade i Catalogue of Life.